# Wojska prywatne
Wojska prywatne (także wojska magnackie, armie prywatne, armie magnackie, oddziały nadworne, milicje) – składały się głównie z zawodowych wojsk zaciężnych, zarówno narodowego jak i cudzoziemskiego autoramentu w XVI-XVIII wieku. Świetnie uzbrojone, wyszkolone i najlepiej opłacane. Nie podlegały władzy hetmańskiej, chyba że za zgodą właściciela (magnata), który na ogół stawał na ich czele. Wywodziły się z formacji senatorskich pocztów pańskich.
Były niemal jedyną możliwością awansu i zdobycia majątku dla biedniejszej szlachty. Szczątkowa administracja i nieliczne wojska Rzeczypospolitej nie mogły jej tego zapewnić, jak to się działo w innych krajach Europy Zachodniej, a stan szlachecki był dwukrotnie liczniejszy niż w państwach zachodnioeuropejskich. Zdarzało się, że liczebność prywatnych wojsk magnackich była wyższa niż ogół wojsk państwowych.
Własne wojska mógł mieć każdy, ale nie zawsze, na przykład kiedy dochodziło do konfliktów między Radziwiłłami herbu Trąby a Chodkiewiczami, dwoma najpotężniejszymi rodami na Litwie, król Zygmunt III Waza nakazywał ich rozwiązanie, w obawie przed wojną domową.
W skład oddziałów prywatnych wchodzili też ludzie osadzeni na tak zwanej posłudze wojennej: semeni (Kozacy lub chłopi zwolnieni ze świadczeń pieniężnych lub pańszczyzny w zamian za służbę wojskową na każde wezwanie), dzierżawcy, „klijenci”, jak również wszelkiego rodzaju awanturnicy. Dodatkowym składnikiem wojsk było pospolite ruszenie z ziem szlacheckich (prywatne, z ziem wydzierżawianych szlachcie przez magnata).
Wszystkie te składniki prywatnych sił zbrojnych wykorzystywane były do ochrony włości magnata przed Tatarami czy agresywnymi sąsiadami, do prowadzenia polityki wewnętrznej (pojawianie się na sejmach z własnym wojskiem było zjawiskiem normalnym) i zewnętrznej (awantury mołdawskie, dymitriady), a także jako uzupełnienie dla wojsk ogólnopaństwowych w czasie konfliktów z krajami ościennymi, czy w momentach tłumienia buntów kozackich. Ich liczebność była zależna od stopnia zamożności danego możnowładcy.
Najwięcej wojsk prywatnych posiadali latyfundyści ukrainni (tak zwane „królewięta”). Na przykład Jeremi Wiśniowiecki posiadał stałą armię liczącą 1500 żołnierzy, której liczebność mógł szybko podwoić (wyprawa na Tatarów w 1644), a nawet powiększyć do 6000 (podczas powstania Chmielnickiego w 1648). W tym samym czasie na Litwie Janusz Radziwiłł również rozporządzał 6000 zbrojnych.
Specyficzną odmianą wojsk prywatnych było wojsko ordynackie.